# BNP Paribas Open 2018
Die BNP Paribas Open 2018 waren ein Tennisturnier der WTA Tour 2018 für Damen und ein Tennisturnier der ATP World Tour 2018 für Herren in Indian Wells, welche zeitgleich vom 8. bis 18. März 2018 in Indian Wells im Indian Wells Tennis Garden, Kalifornien, stattfanden.

## Herrenturnier
→ Hauptartikel: BNP Paribas Open 2018/Herren
→ Qualifikation: BNP Paribas Open 2018/Herren/Qualifikation

## Damenturnier
→ Hauptartikel: BNP Paribas Open 2018/Damen
→ Qualifikation: BNP Paribas Open 2018/Damen/Qualifikation